# Переломник північний
Переломник північний (Androsace septentrionalis L.) — один з видів роду переломник (Androsace) родини первоцвітові (Primulaceae).

## Загальна біоморфологічна характеристика

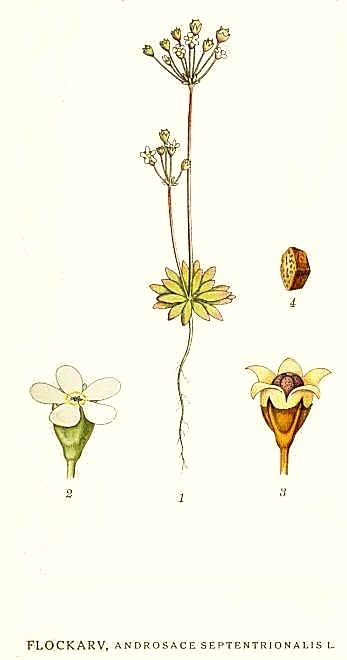
Ілюстрація переломника північного у виданні Карла Акселя Магнуса Ліндмана «Bilder ur Nordens Flora» («Ілюстрації північної флори»)

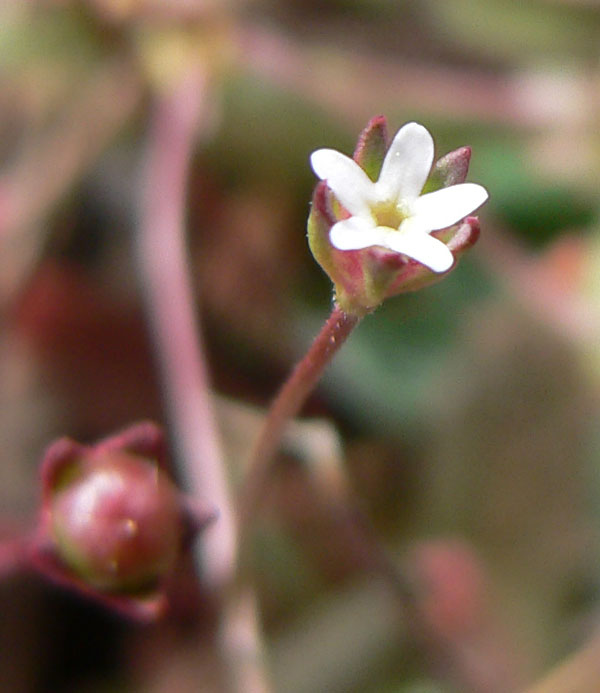
Квітка переломника північного

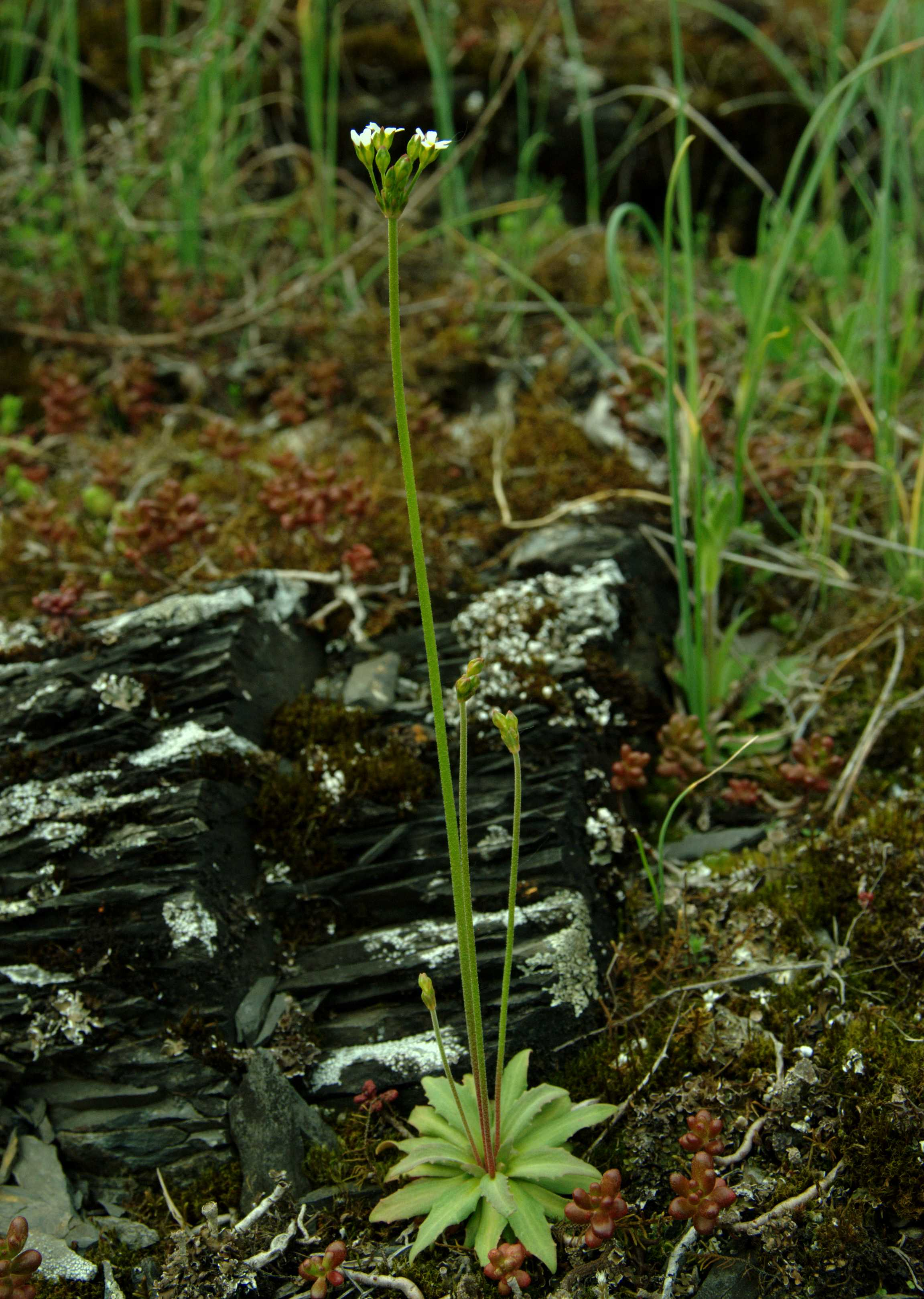
Переломник північний в Норвегії

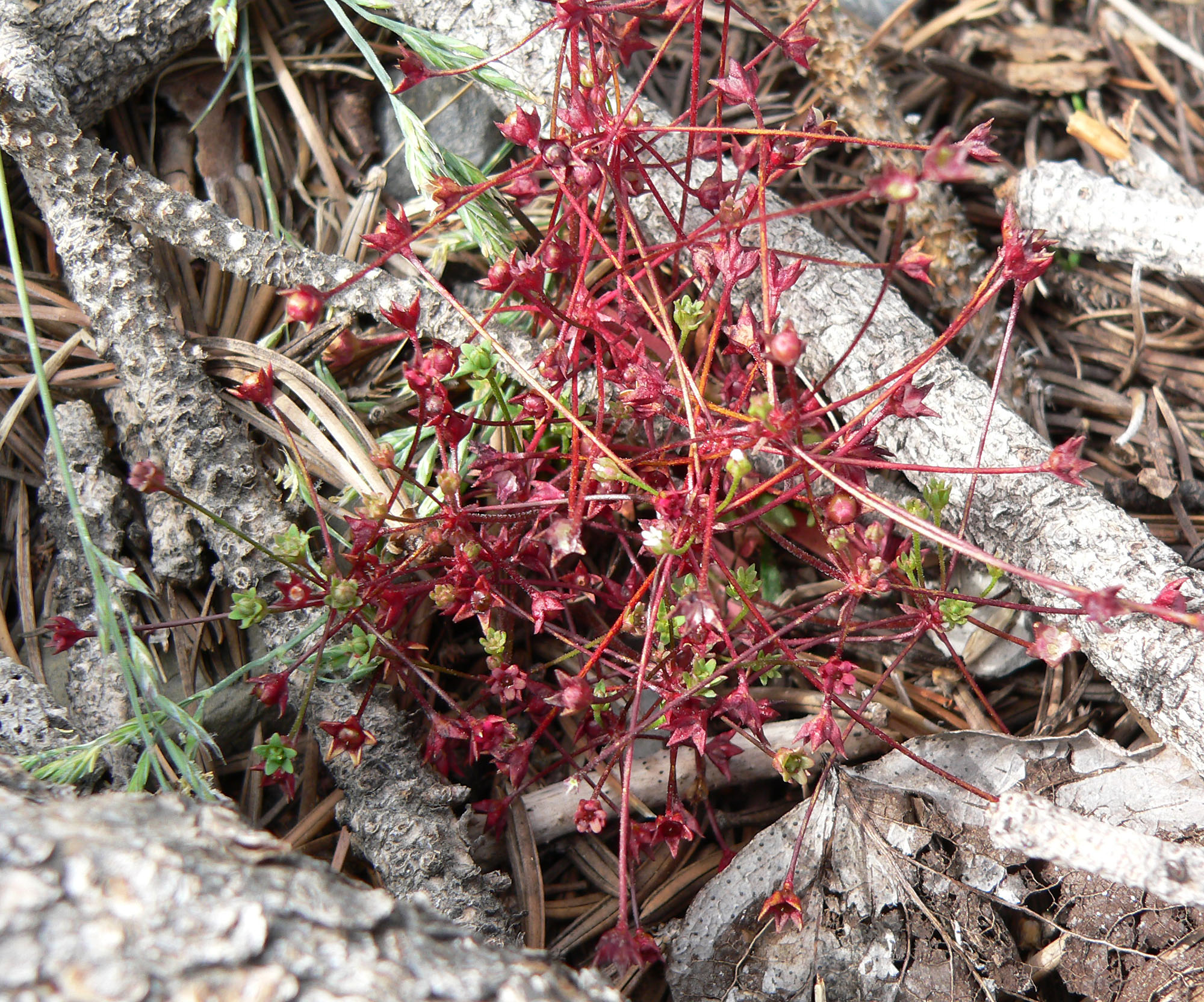
Androsace septentrionalis subsp. subumbellata в Південній Неваді

Озимий однорічник. Рослини до 20 (35) см заввишки, часто червонуваті, з щільною прикореневою розеткою, голі або розсіяно опушені короткими, нерідко гіллястими, а у верхній частині — залозистими волосками. Листки 10-20 (30) мм завдовжки і 2,5-6 (8) мм завширшки, довгасто-ланцетні або лопатчаті, майже сидячі, до верхівки більш-менш розширюються, злегка зубчасті, щільно притиснуті до землі. Квіткові стрілки численні, прямостоячі, покриті короткими гіллястими або голівчатими волосками, пізніше — майже голі. Зонтичне суцвіття з 12-25 (30) квітками. Приквітки 1,5-3 мм завдовжки, лінійно-ланцетні, гострі, втричі і більше коротше квітконіжок. Квітки 1-3 см завдовжки, майже однакові, прямі, розставлені, голі або дуже коротко опушені, після цвітіння подовжуються до 5 см. Чашечка 3 мм завдовжки, дзвоникова, гола, незграбно-ребриста, до третини надрізана на гострі трикутні зубці. Віночок 2-4 (5) мм в діаметрі, білий, ледь перевищує чашечку, з цілокраїми частками. Коробочка 3-4 мм завдовжки, кулясто-яйцеподібна. Насіння темно-коричневе. Каріотип — 2n = 20.
Голарктичний вид, що характеризується дуже значним поліморфізмом.

## Поширення
Ареал проломника північного — практично вся Євразія і Північна Америка в кордонах помірного поясу. У горах проломник північний піднімається до субальпійського поясу, а на півночі доходить до полярно-арктичної зони.

### Регіони та країни поширення
- Азія
  - Кавказ: Вірменія; Азербайджан; Грузія; Російська Федерація — Передкавказзя, Дагестан
  - Сибір: Росія — Східний Сибір
  - Середня Азія: Казахстан; Киргизстан; Таджикистан; Туркменістан; Узбекистан
  - Монголія
  - Китай: Хебей, Внутрішня Монголія, Сіньцзян
  - Індійський субконтинент: Пакистан
- Європа
  - Північна Європа: Данія; Фінляндія; Норвегія; Швеція
  - Середня Європа: Австрія; Чехія; Німеччина; Польща; Словаччина; Швейцарія
  - Східна Європа: Білорусь, Естонія; Латвія; Литва; Молдова; Російська Федерація — європейська частина; Україна (вкл. Крим)
  - Південно-Східна Європа: Італія; Румунія
  - Південно-Західна Європа: Франція

## Екологія
Цвіте з травня до половини липня. У липні дозріваюче насіння висипається і проростає, до осені зі сходів утворюється розетка ланцетних або еліптичних листків, перезимовує під снігом.
У місцях свого поширення проломник зустрічається часто, росте на суходільних і остепованих луках, відкритих схилах пагорбів, берегових обривах, лісових узліссях і галявинах, в розріджених лісах, на кам'янистих схилах, піщаних берегах річок, як бур'ян на перелогах і парових полях, на покладах нерідко утворює суцільні зарості.

## Охоронні заходи
Переломник північний включений до червоних книг Мурманської області і Республіки Карелія. Раніше входив до Червоної книги Удмуртської Республіки.

## Використання

### Хімічний склад
У лікувальних цілях використовується трава переломника північного (стебла, листя, квітки). Вона містить 6,8 % тритерпенових сапонінів з високим гемолітичним індексом, що обумовлює контрацептивну дію. Агліконами сапонінів рослини є олеїнова кислота і прімулагенін А. У рослині також виявлено більше 15 амінокислот і понад 30 мікроелементів, у тому числі мідь, цинк, залізо, ванадій, кобальт, нікель, хром, марганець, титан, галій, молібден, стронцій, цирконій, срібло, а також аскорбінова кислота, каротин, кумарини, дубильні речовини, флавоноїди.
Українські дослідники встановили гемолітичні індекси цієї рослини: в усій надземній частині — 7000, у листках — 1200, квітках — 1800, суцвіттях — 1200. Кореневі волоски спричиняють неповний гемоліз. Сапоніни зосереджені переважно у надземній частині переломника північного, найбільше їх у період цвітіння (10,6 %) з гемолітичним індексом 7000.

### Заготівля
Траву збирають під час цвітіння і сушать в тіні, розкладаючи шаром 2-3 см на папері або тканині. Заготовляють всю рослину цілком, висмикуючи разом з корінням. Потім коріння обрізають або висушують разом з рослиною в тіні, розстилаючи тонким шаром, або розвішуючи на шпагат, зв'язавши невеликими пучками.

### Медичне використання
У народній медицині водний настій і відвар трави п'ють при болю в серці, стенокардії, при нервових розладах, порушеннях функції щитоподібної залози (зобі), гастралгії, грижі, гарячці, як протисудомний засіб при епілепсії, істерії, як засіб, що збуджує апетит, як сечогінний і кровоспинний засіб. Настій внутрішньо у поєднанні з ваннами призначають при болю в суглобах. Зовнішньо відвар трави у вигляді полоскань застосовують при запаленні горла, ангіні, гонореї у чоловіків, у вигляді спринцювань — при білях у жінок, у вигляді примочок — при геморої. Експериментально підтверджено контрацептивну і абортивну дію настоїв трави переломника північного, однак цей варіант застосування препарату не можна вважати безпечним. Препарати рослини протипоказані при вагітності. 10 % настій пришвидшує зсідання крові і проявляє седативну дію. Рідкі екстракти проявляють антиконвульсивну дію. Сума сапонінів переломника північного у дозі 80 мг/кг у разі внутрішньочеревного введення спричиняє пригнічення вегетосоматичних рефлексів. При збільшенні дози зникають реакції на больові подразнення, з'являється різка слабкість у задніх кінцівках. Сапоніни в дозі 20 мг/кг помітно знижують артеріальний тиск у середньому на 38 % і збільшують кількість виділеної сечі в середньому на 58 % від початкових величин.